# Muskatne, Krasnohvardiiske
Muskatne (în ucraineană Мускатне) este un sat în comuna Novopokrivka din raionul Krasnohvardiiske, Republica Autonomă Crimeea, Ucraina.

## Demografie
Componența lingvistică a localității Muskatne
     Rusă (56,56%)
     Tătară crimeeană (29,16%)
     Ucraineană (11,76%)
     Alte limbi (1,03%)
Conform recensământului din 2001, majoritatea populației localității Muskatne era vorbitoare de rusă (56,56%), existând în minoritate și vorbitori de tătară crimeeană (29,16%) și ucraineană (11,76%).